# Linda semivittata
Linda semivittata là một loài bọ cánh cứng trong họ Cerambycidae.